# Banco de Datos de Biodiversidad de la Comunidad Valenciana
El Banco de Datos de Biodiversidad de la Comunidad Valenciana, recopila toda la información sobre especies de flora, fauna y hongos de la comunidad de Valencia, en España.